# فرانيس هارفي
فرانيس هارفي (بالإنجليزية: Francis Harvey)‏ (و. 1873 – 1916 م) هو عسكري بريطاني، ولد في Sydenham, London ‏، ويحمل رتبة عسكرية Major (United Kingdom) ‏، توفي في بحر الشمال، عن عمر يناهز 43 عاماً ، بسبب قتل في معركة.

## التعليم
تعلم في The Portsmouth Grammar School ‏
.

## الخدمة العسكرية
خدم في البحرية الملكية البريطانية.

## جوائز
حصل على جوائز منها:
صليب فيكتوريا